# Chiasmodon niger
El engullidor negro (Chiasmodon niger) es una especie de pez actinopterigio perciforme de la familia Chiasmodontidae.  Habita en aguas profundas de los océanos Pacífico, Atlántico e Índico, con más densidad de población en zonas tropicales.

## Descripción
Como su nombre indica, el engullidor negro es de color negro. Mide hasta 25 cm. Su cuerpo, alargado, carece de escamas. Su boca, de gran tamaño, contiene varios dientes, de los cuales los anteriores son caninos. Las aletas pectorales son largas, y presenta 2 aletas dorsales, la segunda mayor que la primera. Posee una cola ahorquillada. La característica más notable de este pez es su estómago, el cual se puede dilatar y contener animales mayores que él.

## Biología y comportamiento
El engullidor negro habita en las zonas mesopelágica y batial, entre los 700 y los 2750 m de profundidad. Se alimenta de peces óseos, algunos mayores que él. Engulle a sus presas extendiendo su boca y empujándolas hasta el estómago, el cual puede dilatarse en función del tamaño de la presa. Tras la digestión el estómago vuelve a su tamaño natural. La mayoría de ejemplares de esta especie capturados han muerto por ingerir presas demasiado grandes, lo que ha podido romper las paredes del estómago o generar gases que hayan impulsado al animal hacia la superficie. 
El engullidor negro se reproduce de forma ovípara. Los huevos son movidos por las corrientes marinas en mar abierto. Las larvas adquieren el característico color negro a medida que crecen.